# Gaiskogel
Gaiskogel är en bergstopp i Österrike.   Den ligger i distriktet Innsbruck-Land och förbundslandet Tyrolen, i den västra delen av landet, 400 km väster om huvudstaden Wien. Toppen på Gaiskogel är 2 820 meter över havet, eller 171 meter över den omgivande terrängen. Bredden vid basen är 0,98 km.
Terrängen runt Gaiskogel är huvudsakligen bergig, men söderut är den kuperad. Närmaste större samhälle är Telfs, 12,0 km norr om Gaiskogel. 
Trakten runt Gaiskogel består i huvudsak av gräsmarker. Runt Gaiskogel är det ganska tätbefolkat, med 65 invånare per kvadratkilometer.